# Лісна Поляна (Первомайський район)
Лісна́ Поля́на (рос. Лесная Поляна) — селище у складі Первомайського району Алтайського краю, Росія. Входить до складу Сибірської сільської ради.

## Населення
Населення — 362 особи (2010; 335 у 2002).
Національний склад (станом на 2002 рік):
- росіяни — 93 %